# ژان ماری امانی
ژان ماری امانی (انگلیسی: Jean-Marie Amani؛ زادهٔ ۱۵ آوریل ۱۹۸۹) بازیکن فوتبال اهل فرانسه است.
از باشگاه‌هایی که در آن بازی کرده‌است می‌توان به باشگاه فوتبال زیمبرو کیشیناو اشاره کرد.